# Sáo khoang châu Phi
Spreo bicolor là một loài chim trong họ Sturnidae.